# Once Sent from the Golden Hall
Once Sent from the Golden Hall prvi je studijski album švedskog melodični death metal sastava Amon Amarth objavljen 26. siječnja 1998. godine. Jedini je studijski album s gitaristom Andersom Hanssonom i bubnjarom Martinom Lopezom.

## Popis pjesama
Tekstovi: Johan Hegg, Olavi Mikkonen (pjesma 4.), Ted Lundström (pjesma 7.), glazba: Olavi Mikkonen, Anders Hansson (pjesma 3.).
| 1.    | »Ride for Vengeance«                   | 4:28 |
| 2.    | »The Dragons' Flight Across the Waves« | 4:34 |
| 3.    | »Without Fear«                         | 4:50 |
| 4.    | »Victorious March«                     | 7:57 |
| 5.    | »Friends of the Suncross«              | 4:43 |
| 6.    | »Abandoned«                            | 6:01 |
| 7.    | »Amon Amarth«                          | 8:06 |
| 8.    | »Once Sent from the Golden Hall«       | 4:12 |
| 44:51 |                                        |      |

## Zasluge
Amon Amarth
- Johan Hegg - vokali
- Olavi Mikkonen - gitara
- Anders Hansson - gitara
- Ted Lundström - bas-gitara
- Martin Lopez - bubnjevi

Ostalo osoblje
- Peter Tägtgren – producent, inženjer zvuka
- Peter Kinmark – naslovnica albuma